# هارمالین
هارمالین (به انگلیسی: Harmaline) با فرمول شیمیایی C۱۳H۱۴N۲O یک ترکیب شیمیایی با شناسه پاب‌کم ۵۲۸۰۹۵۱ است. که جرم مولی آن ۲۱۴٫۲۶۳ g/mol می‌باشد. 
این ترکیب به صورت طبیعی در دانه های گیاه اسپند یافت می شود.

## استخراج و کاربرد
هارمالین اثرات متنوعی در بدن دارد از آن جمله می توان به مهار برگشت پذیر MAO-A ، مهار استیل کولین استراز  و هیستامین N-متیل ترنسفراز  اشاره کرد.